# Kunova
Kunova – wieś w Słowenii, w gminie Gornja Radgona. W 2018 roku liczyła 133 mieszkańców.